# Maria Carta
Maria Carta, née le 24 juin 1934 à Siligo, dans la province de Sassari en Sardaigne, et morte le 22 septembre 1994 à Rome, est une chanteuse italienne, qui, en vingt-cinq ans de carrière, a parcouru les multiples aspects de la musique traditionnelle sarde (elle chantait en effet surtout en langue sarde), en particulier du cantu a chiterra du répertoire populaire des gosos, des berceuses et du chant religieux traditionnel (chants grégoriens). Elle a été capable de mettre à jour la tradition souvent en y ajoutant une touche moderne et personnelle. 
Maria Carta réussit à porter avec succès la musique folk sarde (particulièrement le cantu a chiterra) dans des manifestations populaires au niveau national (comme Canzonissima en 1974), et international (surtout en France et aux États-Unis).

« Son beau visage, la fierté et la grâce de son port, plus qu'un symbole, est une personnification de la Sardaigne immatérielle et sauvage que j'ai toujours aimée. Quand sa voix chaude et puissante s'élève et comble l'espace, il s’ouvre des horizons infinis qui descendent dans l'histoire. Après avoir connu Maria Carta, encore une fois j’affirme que les seuls grands hommes de la Sardaigne étaient des femmes »

— Présentation du LP Delirio, Giuseppe Dessì, 1974

« Il suo bel viso, la fierezza e insieme la grazia del suo portamento, più che un simbolo, sono una personificazione di quella Sardegna intangibile e indomita che ho sempre amato. Quando la sua voce calda e potente si alza e riempie lo spazio, si aprono infiniti orizzonti che scendono nella storia. Dopo aver conosciuto Maria Carta, ancora una volta affermo che i soli grandi uomini della Sardegna sono state donne »

— Presentation du LP Delirio, Giuseppe Dessì, 1974

## Biographie
Maria Carta en 1957 a remporté le concours de beauté Miss Sardaigne et a ensuite participé à la compétition nationale Miss Italie. Vers 1960, elle s'installe à Rome, où elle rencontre le scénariste Salvatore Laurani, qui se marie plus tard. Elle a fréquenté le Centro Nazionale di Studi di Musica Popolare, dirigé par Diego Carpitella, à l'Académie nationale Sainte-Cécile et en même temps, elle a poursuivi un chemin de recherche musicale et ethnographique avec d'importantes productions et collaborations.
Dans le 1971 elle a fait deux albums : Sardegn canta et Paradiso in re, et en attendant il a assisté à l'ethnomusicologist Gavino Gabriel. La même année a été diffusée par la RAI le documentaire "Incontro con Maria Carta" (photos de Franco Pinna et les textes de Velia Magno, dans lesquels Maria chante et récite avec  Riccardo Cucciolla. Un autre documentaire a également été enregistré (réalisé par Gianni Amico sur le sujet et le scénario de Salvatore Laurani) intitulé  Maria Carta. Sardegna, una voce .
En 1972, elle a recité au Teatro Argentina à Rome dans la Médée par Franco Enriquez. La même année, il a rencontré Amália Rodrigues, avec qui elle a tenu un concert au Teatro Sistina.  En 1973, les deux artistes font une tournée en Sardaigne, d'où un double album a été récemment publié .
En 1974 elle a participé à Canzonissima, en interprétant le Deus ti salvet Maria. Il a atteint la finale et a été classé deuxième dans le groupe de musique folklorique avec la chanson Amore disisperadu.
Interprète extrêmement sensible et douée, elle a une forte présence scénique qui ne manque pas de fasciner des réalisateurs du calibre de Francis Ford Coppola ou Franco Zeffirelli qui la veulent dans leurs films.
Elle participe à des films et à des représentations théâtrales et écrit un livre de poésies, Canto rituale (Chant rituel) en 1975.
Elle réside à Rome de 1975 à 1981, ville dont elle est conseillère municipale pour le Parti communiste italien de 1976 à 1981.
Elle est aussi professeur temporaire (professeur sous contrat) à l'Université de Bologne où elle donne des cours et aidait les étudiants dans l'obtention de leur diplôme sur les thèmes de la musique ou de la Sardaigne.
Maria Carta tient son dernier show à Toulouse le 30 juin 1993 et décède de maladie à Rome le 22 septembre 1994.

## Discographie
- 1971 Sardegna canta
- 1971 Ninna nanna / Muttos de amore
- 1971 Adiu a mama / Antoneddu Antoneddu
- 1971 Trallallera corsicana / La ragazza moderna
- 1971 Paradiso in Re
- 1973 Nuovo maggio/ Funerale di un lavoratore
- 1974 Dilliriende
- 1974 Amore disispeardu / Ave Maria
- 1974 Dies Irae
- 1975 Diglielo al tuo Dio / Nuovo maggio
- 1975 Maria Carta
- 1976 Vi canto una storia assai vera
- 1976 La voce e i canti di Maria Carta vol.1
- 1976 La voce e i canti di Maria Carta vol. 2
- 1978 No potho reposare / Ballada ogliastrina / Muttettu
- 1978 Umbras
- 1980 Haidiridiridiridiridinni
- 1984 Maria Carta concerto dal vivo
- 1981 Sonos ‘e memoria
- 1984 Sonos’ e memoria
- 1992 Chelu e mare
- 1993 Le memorie della musica
- 1993 Muttos ‘e amore
- 1993 Trallallera
- 2002 Sardegna canta

## Filmographie
- 1969 : Disamistade de Gianfranco Cabiddu
- 1974 : The Godfather part II de Francis Ford Coppola
- 1975 : La Cecilia - Storia di una comune anarchica : La Cecilia de Jean-Louis Comolli
- 1976 : Jésus de Nazareth de Franco Zeffirelli
- 1976 : Le Parrain 2: de Francis Ford Coppola
- 1976 : Cadaveri eccellenti de Francesco Rosi : Madame Cres
- 1980 : Un reietto delle isole de Giorgio Moser
- 1984 : Derborence de Francis Reusser : Singer
- 1986 : Il camorrista de Giuseppe Tornatore
- 1992 : Il commissario Corso (film télévisé)

### Télévision
- 1977 : Il passatore réalisé par Piero Nelli : Vedova De Gnaf

## Décorations

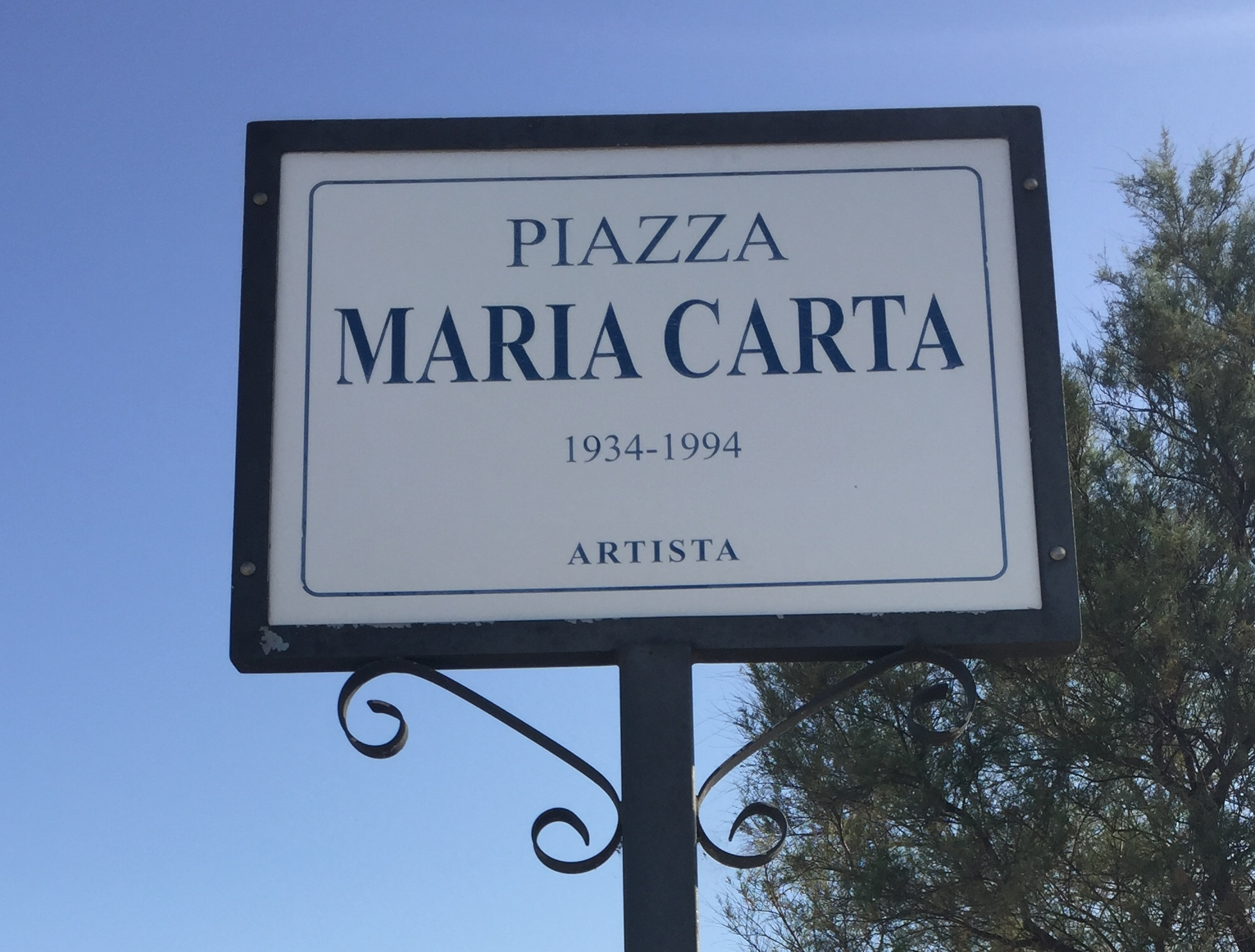
Piazza Maria Carta à Alghero.

- Targa Tenco pour la musique dialectale, 1985
- 3e classe / Commandeur : Commendatore Ordine al Merito della Repubblica Italiana, proposée par le Président de la République Francesco Cossiga[4], 1991